# Municipio de Clay Center
El municipio de Clay Center (en inglés: Clay Center Township) es un municipio ubicado en el condado de Clay en el estado estadounidense de Kansas. En el año 2010 tenía una población de 390 habitantes y una densidad poblacional de 3,98 personas por km².

## Geografía
El municipio de Clay Center se encuentra ubicado en las coordenadas 39°22′1″N 97°8′5″O / 39.36694, -97.13472. Según la Oficina del Censo de los Estados Unidos, el municipio tiene una superficie total de 97.96 km², de la cual 97,39 km² corresponden a tierra firme y (0,59 %) 0,57 km² es agua.

## Demografía
Según el censo de 2010, había 390 personas residiendo en el municipio de Clay Center. La densidad de población era de 3,98 hab./km². De los 390 habitantes, el municipio de Clay Center estaba compuesto por el 98,21 % blancos, el 0,26 % eran afroamericanos, el 0,26 % eran amerindios, el 0,26 % eran asiáticos, el 0,77 % eran de otras razas y el 0,26 % eran de una mezcla de razas. Del total de la población el 3,08 % eran hispanos o latinos de cualquier raza.